# Jarlaberg

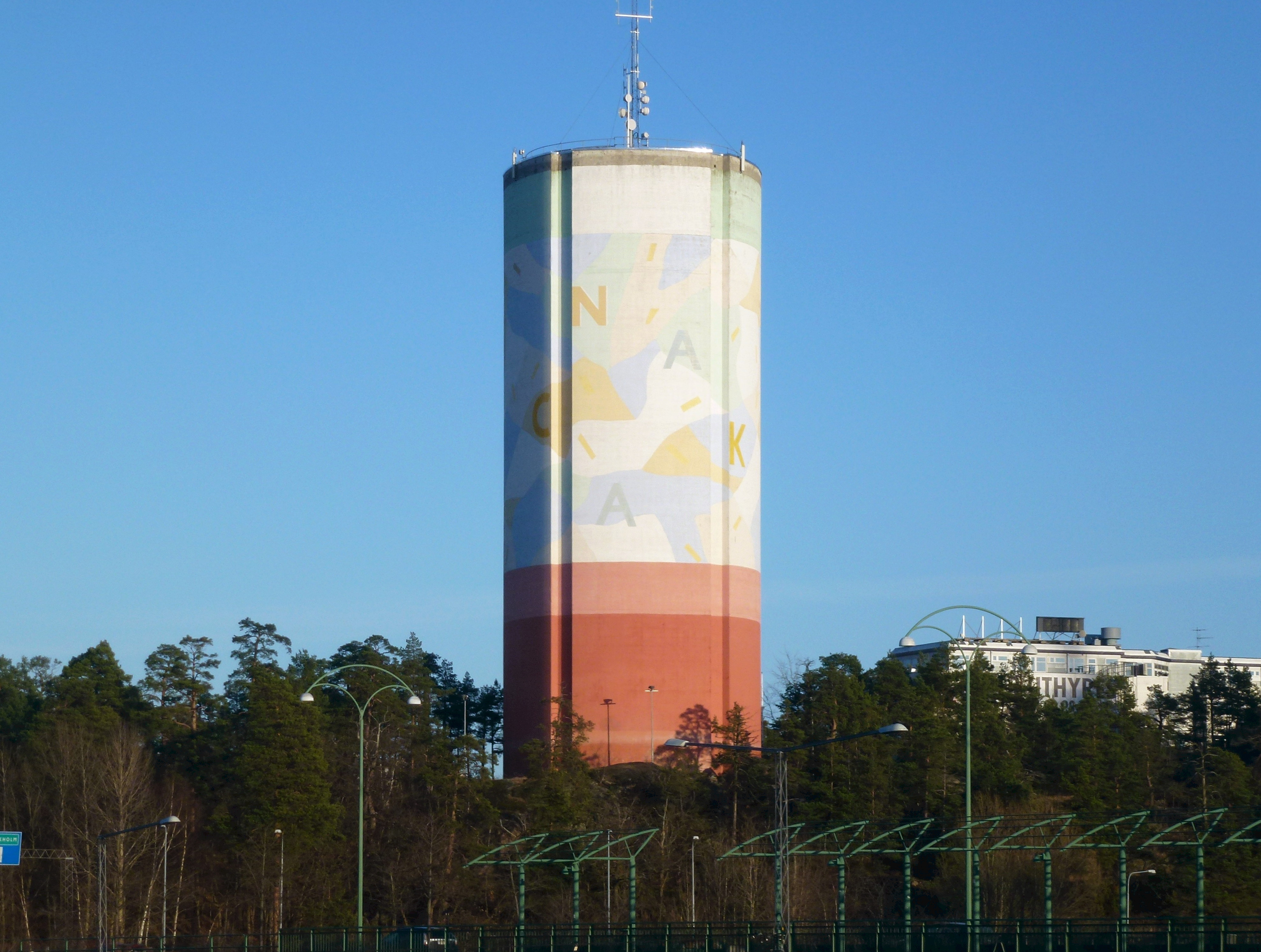
Nacka vattentorn.

Jarlaberg är ett område inom kommundelen Sicklaön i Nacka kommun cirka fem kilometer öster om Stockholms innerstad. 
I Jarlaberg ingår bostadsområdet med samma namn, Bergs oljehamn, Nyckelvikens naturvårdsområde och herrgården Stora Nyckelviken. Områdets namn härledas från gården Järla eftersom området ingick i gårdens utmarker.
Bostadsområdet består av sju bostadsrättsföreningar och tjugotvå privata radhus. Sex av bostadsrättsföreningarna är medlemmar i HSB Stockholm. Husen i Jarlaberg byggdes mellan 1988 och 1989, delvis på Sicklaberget, som är Nackas näst högsta berg. Alla flerbostadshus ligger kring innergårdar och radhusen ligger i anslutning till innergårdarna. I området finns Jarlabergs skola och förskolor och några privata företag. 
I Jarlaberg ligger Nacka kommuns yngsta och högsta vattentorn, det stod klart 1987 och höjden är 47,5 meter. På tornet finns en målning som är signerad Åke Pallarp (se Jarlabergs vattentorn).

## Ny bebyggelse i Jarlaberg
Jarlaberg utökas just nu med 350 bostäder på Enspännarvägen och 56 bostadsrätter i fyra punkthus på Jarlabergsvägen.
Exploateringen är en del av Nacka kommuns planer på att förtäta Sicklaön genom att bygga 11 300 bostäder och 10 000 arbetsplatser till 2035.

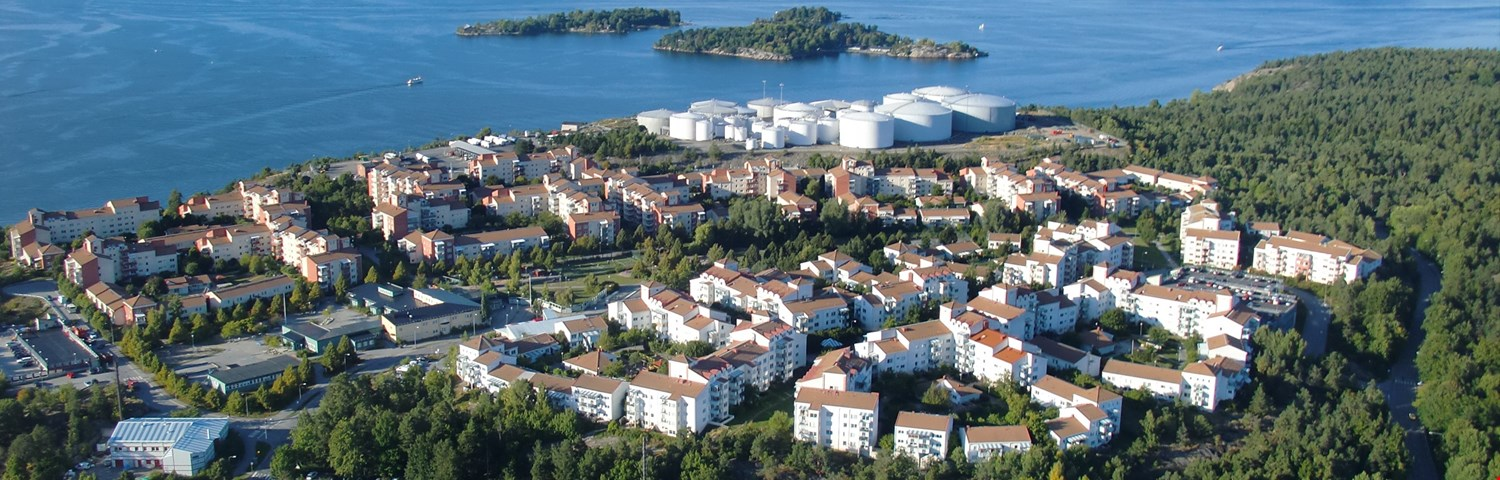
Jarlaberg.